# Seefahrtschule
Eine Seefahrtschule ist eine Hochschule oder Fachschule mit Bezug auf die Handelsmarine.
An einer Seefahrtschule erwirbt der Seemann ein Befähigungszeugnis, auch Patent genannt, das es ihm erlaubt, ein Schiff als Schiffsoffizier (der selbständig verantwortliche Führer einer Seewache, früher auch Steuermann) oder als Kapitän (der Gesamtverantwortliche für den Schiffsbetrieb) zu führen.
Durch die Änderung des STCW-Abkommens 1995 wurden internationale Mindestanforderungen für die Ausbildung geschaffen und das System der Patente international vereinheitlicht. Seitdem kann ein Patent nach STCW 95 an den Fachschulen in vier Semestern erworben werden. An den Hochschulen und Fachhochschulen kann in acht Semestern (davon sechs Theoriesemester und zwei Praxissemestern an Bord) das Patent nach STCW und ein akademischer Grad (bisher Diplom-Ingenieur oder Diplom-Wirtschaftsingenieur für Seeverkehr, im Rahmen des Bologna-Prozesses jetzt Bachelor of Science (B.Sc.)) erworben werden.
Neben den Studiengängen Nautik und Schiffsbetriebstechnik bieten die meisten Hochschulen mit nautischem Fachbereich auch andere Studiengänge im Zusammenhang mit der Seefahrt an, zum Beispiel Seeverkehrs- und Hafenwirtschaft, Internationales Transportmanagement, Integral Port Management, Verkehrsbetrieb/Logistik, Cruise Industry Management oder den Internationalen Studiengang Shipping and Chartering.

## Seefahrtsschulen in Deutschland
Bis 1995 wurden an den traditionellen Seefahrtschulen die kleinen (zwei Semester) und mittleren (vier Semester) Patente erworben, an den Hochschulen die großen Patente (sechs Semester).
Historische Bezeichnungen für die Seefahrtschulen sind auch Steuermannsschule oder Navigationsschule.
Die Einrichtung „Seefahrt(s)schule“ wird von Laien leicht mit der Seemannsschule verwechselt, die jedoch zur Ausbildung von Mannschaftsdienstgraden eingerichtet ist.
Nautische Ausbildungseinrichtungen in Deutschland befinden sich in Bremen, Bremerhaven, Cuxhaven, Elsfleth, Flensburg, Leer und Warnemünde.
Im Einzelnen sind dies:
- Hochschule Bremen, Fakultät 5 (Bereich Nautik und Seefahrt) mit den Studiengängen Nautik und Shipping and Chartering[1]
- Hochschule Bremerhaven, Studiengang Schiffsbetriebstechnik (SBT)[2]
- Staatliche Seefahrtschule Cuxhaven[3]
- Fachschule für Seefahrt Flensburg der Flensburger Fachhochschule[4][5]
- Jade Hochschule, Standort Elsfleth[6]
- ehemalige Navigationschule Timmel, früherer Standort Timmel – Großefehn[7]
- Hochschule Emden/Leer, Standort Leer[8]
- Hochschule Wismar, Standort Warnemünde[9]

## Seefahrtsschulen in Europa
- Seefahrthochschule Litauens, Klaipėda
- Accademia Italiana della Marina Mercantile, Genua